# Línea L9 (Montevideo)
La línea L9 es una línea local del Intercambiador Belloni, une dicho intercambiador con el barrio Villa Farré. La ida es Villa Farré y la vuelta Intercambiador Belloni.

## Historia
Fue creada en los años noventa y originalmente unía el barrio de Capurro con Nuevo París la misma funcionaria hasta mediados del 2001, para dejar de operar y retomar un nuevo recorrido, esta vez entre la Curva de Tabárez y Casabó el cual estaría operativo hasta el 17 de julio de 2002. Tres años después y con la apertura de la terminal del Cerro el servicio fue reactivado con un nuevo recorrido desde la terminal homónima hacia el barrio Nuevo Casabó. En el año 2015 el servicio quedaría inactivo.
El 17 de octubre de 2022, siete años después del cese de operaciones se decide reactivar la línea con un nuevo recorrido. Esta nueva resolución fue anunciada en septiembre de ese mismo año, a través del departamento de Movilidad de la Intendencia de Montevideo. La puesta en funcionamiento de este recorrido se dio a raíz de la última reestructura de líneas registrada en el 2022, que permitieron una mayor conectividad en distintos barrios de Montevideo y mediante, plan ABC ( de apoyo básico a la ciudadanía) que abarca varios puntos, entre ellos el transporte capitalino. El nuevo recorrido une el Intercambiador Belloni, ubicado en Flor de Maroñas con el barrio Villa Farré,  en Punta de Rieles. El mismo se realiza en sentido opuesto al de la línea 100.

## Recorridos
En ambos sentidos circula por los barrios Flor de Maroñas, Jardines del Hipódromo, Bella Italia y Punta de Rieles. Sirviendo también al conjunto de microbarrios y barrios emergentes ubicados en dicho territorio.
| Ida - Andén 5 (Intercambiador Belloni) - Camino Maldonado - Florencia - Aparicio Saravia - Perseo - Camino Leandro Gómez - Ruta 8 - Plutón - Camino Leandro Gómez - Villa Farre | Vuelta - Villa Farre - Camino Leandro Gómez - Luis Cavigilia - Aparicio Saravia - Florencia - Camino Maldonado - Andén 8 (Intercambiador Belloni) |

## Destinos intermedios
- Caviglia y Aparicio Saravia